# Kísérlet (matematika)
A valószínűségszámításban kísérletnek nevezzük egy véletlen jelenség megfigyelését. Ez azt jelenti, hogy a kísérlet során nem (feltétlenül) ismerjük az összes paramétert, amelyek meghatározzák a kísérlet kimenetelét. A valószínűségszámításban ismerjük a véletlen kísérlet lehetséges kimeneteleit, azaz az elemi eseményeket, de általában nincs elég információnk ahhoz, hogy meghatározzuk a kísérlet kimenetelét. A valószínűségszámításban gyakran egy véletlen jelenséggel kapcsolatban különböző kísérleteket végzünk és a célunk, hogy meghatározzuk a vizsgált események esélyeinek viszonyát.

## Példák

### Kockadobás
Kísérlet: Egy szabályos dobókockát feldobunk és megvizsgáljuk, hogy milyen értékeket kaphatunk eredményül.
A kockadobás eredménye lehet 1-es, 2-es, 3-as, 4-es, 5-ös és 6-os, de abból, hogy valaki feldobott egy kockát, még nem tudjuk megállapítani, hogy mi lett a kockadobás eredménye.

### Érmedobás
Kísérlet: Egy szabályos pénzérmét feldobunk és megvizsgáljuk, hogy milyen értékeket kaphatunk eredményül.
Az érmedobás eredménye lehet fej vagy írás, de abból, hogy valaki feldobott egy érmét, még nem tudjuk megállapítani, hogy mi lett az érmedobás eredménye.